# Jean-Christophe Ravier
Pour les articles homonymes, voir Ravier.
Jean-Christophe Ravier, né le 10 avril 1979 à Avignon, est un pilote automobile français.

## Carrière
- 1996 : Karting (Formule A), Champion du monde
- 1998 : Formule Ford, Champion de France
- 1999 : Championnat de France de Formule 3, 14e
- 2000 : World Series by Nissan, 6e
- 2001 : World Series by Nissan, 13e
- 2002 : World Series by Nissan, 6e
- 2003 : World Series by Nissan, 5e
- 2004 : World Series by Nissan, 4e
- 2005 : Eurocup Mégane Trophy, 14e
- 2008 : ALMS LMP2, non classé